# Mézilles
Mézilles ist eine französische Gemeinde im Département Yonne in der Region Bourgogne-Franche-Comté mit 516 Einwohnern (Stand: 1. Januar 2022). Mézilles liegt im Arrondissement Auxerre und gehört zum Kanton Cœur de Puisaye (bis 2015: Kanton Saint-Fargeau). Die Einwohner werden Mézillois genannt.

## Geografie
Mézilles liegt etwa 31 Kilometer westsüdwestlich vom Stadtzentrum Auxerres, am Fluss Branlin. Umgeben wird Mézilles von den Nachbargemeinden Tannerre-en-Puisaye im Norden, Dracy im Nordosten, Fontaines im Osten, Saint-Sauveur-en-Puisaye im Süden, Ronchères im Südwesten sowie Saint-Fargeau im Westen und Südwesten.

## Einwohnerentwicklung
| Jahr                      | 1962 | 1968 | 1975 | 1982 | 1990 | 1999 | 2006 | 2013 |
| Einwohner                 | 812  | 720  | 578  | 604  | 531  | 557  | 573  | 590  |
| Quelle: Cassini und INSEE |      |      |      |      |      |      |      |      |

## Sehenswürdigkeiten
- Kirche Saint-Marien aus dem 15. Jahrhundert, seit 1976 Monument historique
- Burg Mézilles mit Kapelle aus dem Jahr 1575

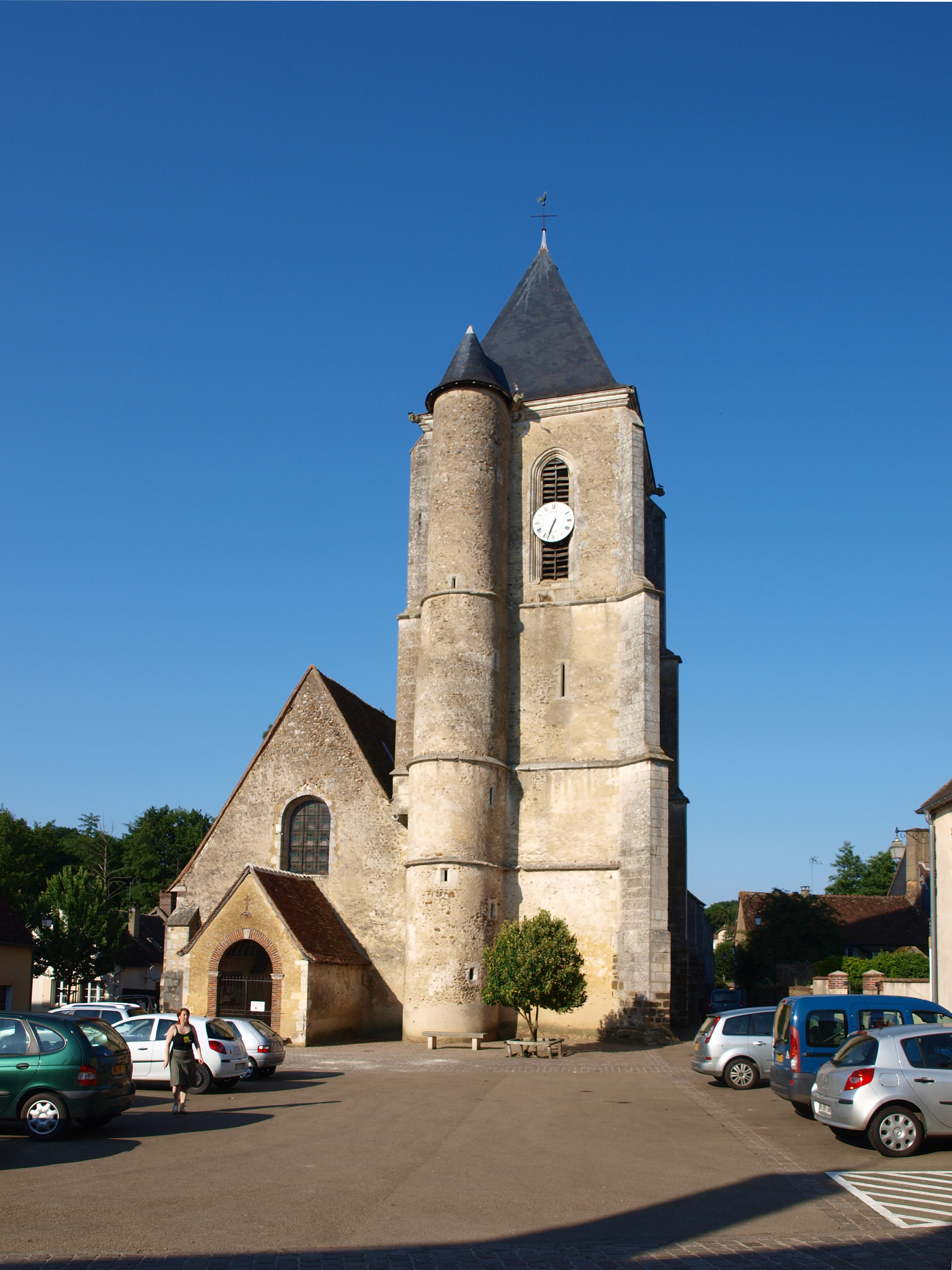
Kirche Saint-Marien

- Altes Schloss